# Taro Tominaga
Tarō Tominaga (富永 太郎 Tarō Tominaga?, 1901 – 1925) fue un escritor, poeta y traductor japonés.
Tominaga se dio a conocer como traductor de Charles Baudelaire. Fue amigo de Chūya Nakahara quien le introdujo a las obras de Baudelaire, Paul Verlaine y Arthur Rimbaud. 
Sus propios poemas fueron recopilados por su amigo Michio Murai y publicados en 1927 bajo en título Tominaga Tarō Shishū (富永太郎詩集). Shōhei Ōka le consagró una biografía. Su hermano Jirō Tominaga es también conocido como escritor.